# Zoophthorus
Zoophthorus is een geslacht van insecten uit de orde vliesvleugeligen (Hymenoptera) en de familie Ichneumonidae.

## Soorten
- Z. alticola (Roman, 1938)
- Z. anglicanus (Morley, 1907)
- Z. australis (Thomson, 1885)
- Z. bridgmani (Schmiedeknecht, 1897)
- Z. cynipinus (Thomson, 1884)
- Z. dodecellae (Obrtel & Sedivy, 1960)
- Z. ericeti (Roman, 1938)
- Z. gigas (Provancher, 1886)
- Z. graculus (Gravenhorst, 1829)
- Z. infirmus (Gravenhorst, 1829)
- Z. lapponicus Horstmann, 1990
- Z. laricellae (Mason, 1961)
- Z. laticinctus (Brulle, 1832)
- Z. lucens (Hedwig, 1961)
- Z. macrops Bordera & Horstmann, 1995
- Z. microstomus (Thomson, 1884)
- Z. nigrescens (Morley, 1926)
- Z. notaticrus (Thomson, 1888)
- Z. palpator (Muller, 1776)
- Z. pinifoliae (Cushman, 1933)
- Z. platygaster (Schmiedeknecht, 1897)
- Z. plumbeus (Thomson, 1884)
- Z. pluricinctus (Roman, 1938)
- Z. punctiventris (Thomson, 1884)
- Z. rufithorax Horstmann & Graham, 1989
- Z. stimulator (Aubert, 1982)
- Z. trochanteralis (Dalla Torre, 1902)